# Paraphenice insularis
Paraphenice insularis är en insektsart som beskrevs av Frederick Arthur Godfrey Muir 1925. Paraphenice insularis ingår i släktet Paraphenice och familjen Derbidae. Inga underarter finns listade i Catalogue of Life.